# 凱姆區

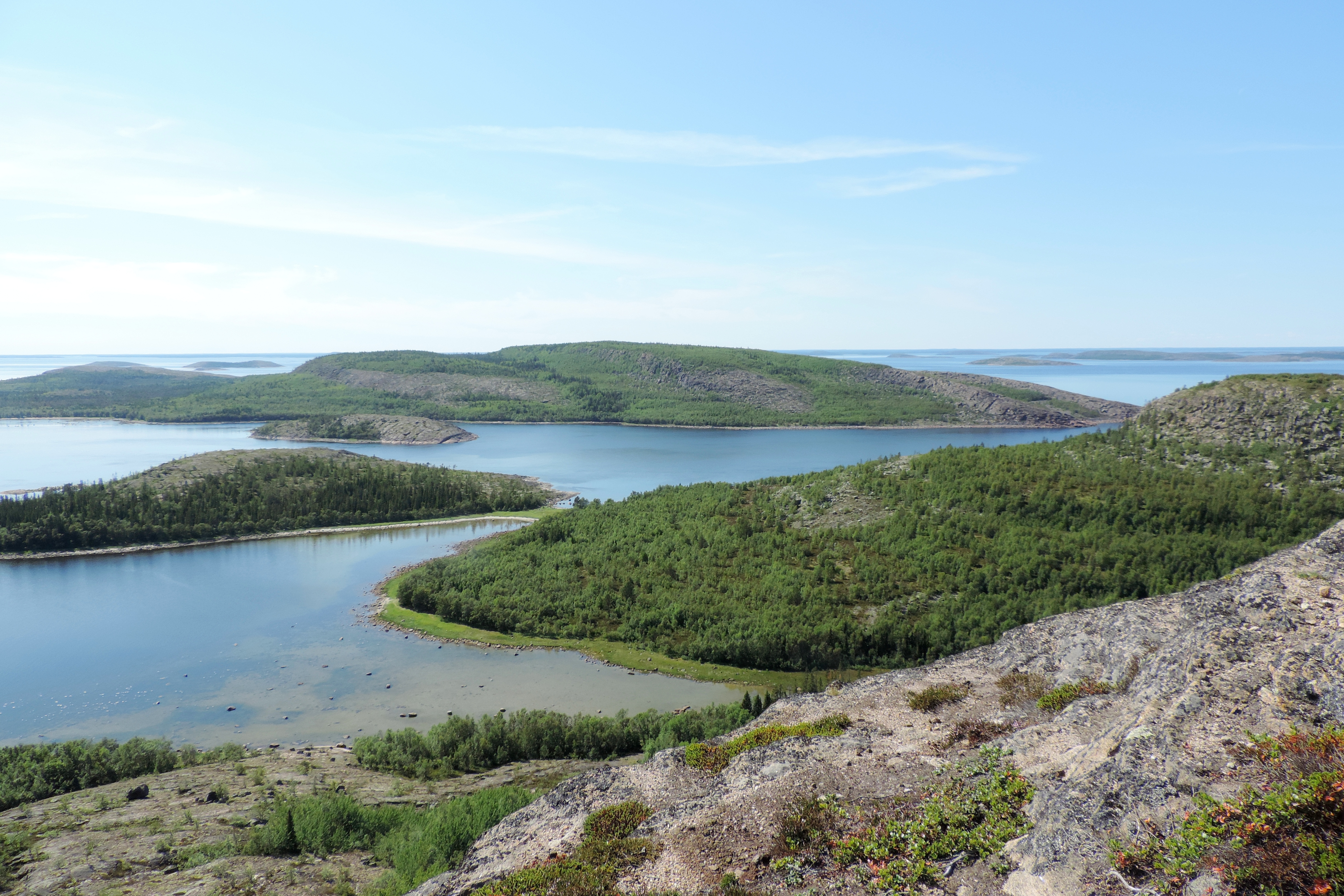

64°57′N 34°36′E / 64.950°N 34.600°E
凱姆區（俄语：Кемский район），是俄羅斯的一個區，位於該國西北部，由卡累利阿共和國負責管轄，面積8,029平方公里，2010年人口17,756，人口密度每平方公里2.21人。